# Calophaca chinensis
Calophaca chinensis är en ärtväxtart som beskrevs av Antonina Georgievna Borissova. Calophaca chinensis ingår i släktet Calophaca och familjen ärtväxter. Inga underarter finns listade i Catalogue of Life.